# Капетан Марвел 2
Капетан Марвел 2 (енгл. The Marvels) је амерички суперхеројски филм из 2023. године, базиран на хероини Марвелових стрипова, Керол Денверс. Наставак је филма Капетан Марвел (2019) и 33. је филм Марвеловог филмског универзума. Филм је режирала Нија Дакоста према сценарију који је написала заједно са Меган Макдонел и Елисом Карасик, док су у главним улогама Бри Ларсон, Тејона Парис, Иман Велани, Зави Ештон, Гари Луис, Парк Сео-џун, Зенобија Шроф, Мохан Капур, Сагар Шејк и Самјуел Л. Џексон. У филму, Керол Денверс, Моника Рамбо и Камала Кан се удружују након што почну да замењују места сваки пут када користе своје моћи.
Марвел студио је потврдио планове за наставак филма Капетан Марвел у јулу 2019. године, а развој је почео у јануару 2020. придруживањем Макдонелове и Ларсонове. Дакоста је ангажована тог августа, а Велани и Парис су потврђене у децембру. Снимање друге јединице започело је средином априла 2021. године у Њу Џерзију. Главно снимање почело је у августу исте године и трајало је до маја 2022. године, а филм је сниман у Лондону, Лос Анђелесу, Њу Џерзију и у Пајнвуд студију у Бакингемширу.
Филм је премијерно приказан 7. новембра 2023. у Лас Вегасу, док је у америчким биоскопима објављен три дана касније. Добио је помешане рецензије критичара који су похвалили глуми, али су критиковали сценарио и недоследности у тону филма. Филм није остварио комерцијални успех, зарадивши 206 милиона долара широм света у односу на процењени буџет од 274 милиона долара.

## Радња
Керол Денверс уништава Врховну интелигенцију, вештачку интелигенцију која води царство Кри. Ово доводи до грађанског рата на планети Хала, матичном свету Крија, што чини планету неплодном јер губи ваздух, воду и сунчеву светлост током наредних 30 година.
Нови вођа Крија, Дар-Бен, открива једну од две легендарне квантне наруквице, које су коришћене за стварање мреже која омогућава брзо путовање свемиром. Она користи наруквицу да на силу отвори нову тачку скока која се повезује на мрежу. Резултујућа аномалија утиче на читаву мрежу, укључујући тачку скока у близини Земљине С.А.Б.Е.Р. свемирске станица коју води Ник Фјури. Моника Рамбо истражује тачку скока у близини станице, док Денверсова истражује нову коју је Дар-Бен отворила. Када дотакну своје тачке скока, Моника се транспортује на Денверсину локацију, Камала Кан — која има другу квантну наруквицу на Земљи — замењује се са Моником, а Денверсова се транспортује до Камалине куће. Њих три користе своје различите моћи да се боре против непријатеља Крија, остављајући кућу породице Кан уништеном.
Након што се њих три врате на своја првобитна места, Фјури и Моника посећују Камалу на Земљи. Моника претпоставља да су њихове моћи засноване на светлости повезане квантним спрезањем и да мењају места када била која од њих три истовремено користи своје моћи. Оне се придружују Скрулима у избегличкој колонији на планети Тарнак, у чијем оснивању је Денверсова помогла, и где се преговара о мировном споразуму са Кријима. Када преговори пропадну, Дар-Бен отвара још једну тачку скока која извлачи атмосферу са Тарнакса да би повратила ваздух за дисање Хали. Након исхитреног покушаја да евакуишу колонију, Денверсова, Моника и Камала одлучују да се удруже. Денверсова објашњава да Дар-Бенино стално отварање тачака скока изазива нестабилност у мрежи и угрожава цео универзум. Они закључују да Дар-Бен циља планете које су значајне за Денверсову, коју Дар-Бен криви за пустошење Хале.
Њих три стижу до водене планете Аладне и упозоравају локално становништво пре него што Дар-Бен стигне и отвори тачку скока, повлачећи воду планете на Халу. Њен коначни план је да искористи енергију Земљиног сунца да обнови енергију Халиног сунца. Дар-Бен краде Камалину наруквицу и покушава да искористи обе наруквице, али то је уништава, окончавајући квантно спрезање и остављајући за собом раскид између стварности. Камала враћа наруквице и придружује се Денверсовој како би дала енергију Моники, дозвољавајући јој да затвори рупу са друге стране, али том приликом она остаје тамо заробљена. Камала се враћа на Земљу, а Денверсова лети на Халино сунце, користећи своју моћ да га обнови.
Краткотрајни тим инспирише Камалу да потражи друге младе хероје и формира нову групу, почевши од Кејт Бишоп. У сцени после одјавне шпице, Моника се буди у паралелном универзуму где је дочекује Бинари — алтернативна верзија њене мајке Марије — и научник мутант Хенк Макој.

## Улоге
| Глумац            | Улога                          |
| ----------------- | ------------------------------ |
| Бри Ларсон        | Керол Денверс / Капетан Марвел |
| Тејона Парис      | Моника Рамбо                   |
| Иман Велани       | Камала Кан / Мис Марвел        |
| Зави Ештон        | Дар-Бен                        |
| Гари Луис         | цар Дро’г                      |
| Парк Сео-џун      | принц Јан                      |
| Зенобија Шроф     | Муниба Кан                     |
| Мохан Капур       | Јусуф Кан                      |
| Сагар Шејк        | Амир Кан                       |
| Самјуел Л. Џексон | Ник Фјури                      |
| Лашана Линч       | Марија Рамбо                   |
| Теса Томпсон      | Валкира                        |
| Хејли Стајнфелд   | Кејт Бишоп                     |
| Келси Грамер      | др Хенк Макој / Звер           |